# Клифтон Колинс Млађи
Клифтон Крејг Колинс, Млађи (енгл. Clifton Craig Collins Jr.; Лос Анђелес, Калифорнија, 16. јун 1970), амерички је позоришни, филмски и ТВ глумац, редитељ, продуцент и сценариста.
Његове улоге укључују Виртуелна свест (2014), Паркер (2013) и Битка за Пацифик (2013), између осталих.